# Молло, Франсуа-Этьен
Франсуа-Этьен Молло (фр. Francois-Etienne Mollot; 1794 — 1874) — французский юрист.
Работал адвокатом, затем судьёй.

Заглавная страница книги Франсуа-Этьена Молло «Правила адвокатской профессии во Франции». 1842 г.

Автор профессионального руководства для французских юристов. Признанный первым, кто официально оформил принципы профессиональной этики.
В частности, Этьен Молло в своих «Правилах адвокатской профессии во Франции» писал, что бескорыстие адвокатской профессии требует, чтобы адвокат удовлетворялся скромным гонораром. По мнению Молло, адвокат не имеет права устно или письменно требовать гонорар у клиента, не имеет права брать в обеспечение гонорара векселя, не имеет права обуславливать получение в качестве гонорара части имущества, подлежащего взысканию. Вообще, запрещаются какие-либо соглашения о гонораре. Молло приводит множество других ограничений: клиенты не должны вознаграждать адвокатов в размерах больших, чем они (клиенты) считают необходимым; неприлично заходить к клиенту за гонораром; даже давать расписку за полученный гонорар неприлично.
Известностью пользовались его труды:
- «Bourses de commerce, agents de change et courtiers» (1831);
- «Règles sur la profession d’avocat» (1842);
- «De la compétence des conseils de prud’hommes» (1842);
- «Le contrat d’apprentissage» (1845);
- «Le contrat de louage, d’ouvrage et d’industrie» (1846);
- «De la justice industrielle des prud’hommes» (1846).